# Toyota Stout
Der Toyota Stout oder Toyopet RK ist ein Leicht-LKW, der zwischen 1955 und 1986 vom japanischen Automobilhersteller Toyota hergestellt wurde. Die zweite Generation gilt zugleich als Vorläufer des Toyota Hilux.

## 1. Generation
Der im April 1954 eingeführte Toyopet RK, ein 1 ¼ to.-LKW, war größer als das ähnlich gebaute Modell SG, aber kleiner als das Modell FA. 1955 wurde der Wagen überarbeitet und konnte nun 1 ½ to. schleppen.
Die Standardausführung bestand aus einem 2-türigen Führerhaus mit 3 Sitzen und einem separaten Kasten mit Heckklappe. Andere Karosserieformen aus dem Angebot von Toyota umfassten einen Kastenwagen, einen Ambulanzwagen, einen Doppelkabinen-Kastenwagen (2 Türen, 6 Sitze), drei verschiedene Pritschenwagen, einen Kleinbus (Vorgänger des Coaster) und einen Eiscreme-Verkaufswagen.
Alle Modelle hatten die damals üblichen technischen Details, wie Leiterrahmen, Blattfedern, Starrachsen und Trommelbremsen an allen Rädern. Angetrieben wurde der Wagen von einem Toyota-R-Motor mit 48 bhp (35 kW), der mit einem manuellen Getriebe verbunden war. Der Wagen war mit zwei Scheibenwischern, zwei Außenspiegeln (ab 1955), Achskappen, Chromverzierungen und Doppelscheinwerfern ausgestattet.
Das Modell 1954 wurde als 1 ¼-Tonner bezeichnet, hatte aber nur 1220 kg Nutzlast. Das Modell 1955 wurde als 1 ½-Tonner bezeichnet, hatte aber nur 1330 kg Nutzlast.
1957 wurde der RK überarbeitet, woraus die Modelle RK30 und RK35 entstanden. Im Mai 1959 bekamen die Wagen den Namen Stout.

## 2. Generation
1960 wurde ein komplett überarbeitetes Modell vorgestellt, die heute bekannteste Version des Stout. Auf dem japanischen Markt wurde ein Toyota-R-Motor mit 1453 cm³ Hubraum für den RK45 und mit 1897 cm³ Hubraum für den RK100 angeboten.
Der Export begann im September 1967 mit dem RK101. Auf einigen Märkten (z. B. in den USA) ersetzte ihn 1968 der etwas kleinere Hilux, aber auf vielen anderen Märkten (z. B. Südostasien oder Australien) wurde der Stout parallel zum Hilux verkauft. Der RK101 hatte den Toyota-R-Motor mit 1994 cm³ Hubraum.
Auch diese Wagen besaßen wieder Blattfedern und Trommelbremsen an allen Rädern sowie einen Leiterrahmen. Es gab einen Pritschenwagen (2 Türen, 3 Sitze), eine Doppelkabine (4 Türen, 6 Sitze) und einen 2-türigen Kastenwagen.

## RK 110 1979–1986
Im März 1979 erhielt der Stout ein weiteres Facelift und sah nun eher wie der kleinere Hilux aus, erfüllte aber die gleiche Rolle wie vorher. Auch hatte er den gleichen Motor mit 1994 cm³ Hubraum.
Es gab den Wagen als Pritschenwagen (2 Türen, 3 Sitze) und als Doppelkabine (4 Türen, 6 Sitze). 1986 endete die Produktion ohne direkten Nachfolger.